# Luozhen (köpinghuvudort i Kina, Jiangxi Sheng, lat 28,12, long 116,26)
Luozhen är en köpinghuvudort i Kina. Den ligger i provinsen Jiangxi, i den sydöstra delen av landet, omkring 73 kilometer sydost om provinshuvudstaden Nanchang. Antalet invånare är 45 986. Befolkningen består av 21 686 kvinnor och 24 300 män. Barn under 15 år utgör 24,0 %, vuxna 15-64 år 68 %, och äldre över 65 år 7,0 %.
Runt Luozhen är det tätbefolkat, med 511 invånare per kvadratkilometer. Närmaste större samhälle är Fuzhoushi, 15,4 km sydost om Luozhen. Trakten runt Luozhen består till största delen av jordbruksmark.
Genomsnittlig årsnederbörd är 2 304 millimeter. Den regnigaste månaden är juni, med i genomsnitt 441 mm nederbörd, och den torraste är oktober, med 23 mm nederbörd.